# Черговий по станції
Черговий по станції (ДСП) — змінний працівник (начальник зміни, диспетчер або інший працівник, на якого покладено обов'язки чергового по станції відповідно до штатного розпису), який одноосібно розпоряджається прийманням, відправленням і пропусканням поїздів, маневровою роботою, а також іншими переміщеннями рухомого складу на головних та приймально-відправних коліях станції (а де немає маневрового диспетчера — і на інших коліях).

## Завдання та обов’язки
Керує рухом поїздів на станції або в межах закріпленого району станції, забезпечує безпеку руху, виконання графіка руху і маневрової роботи відповідно до вимог, установлених Правилами технічної експлуатації залізниць, Інструкцією з руху поїздів і маневрової роботи на залізницях України; Інструкцією з сигналізації на залізницях України; технічно-розпорядчим актом і технологічним процесом роботи станції. Оцінює поїзне становище на станції, приймає оптимальні рішення з організації руху поїздів і маневрової роботи з урахуванням ситуації, що склалася. 
Виконує операції з приготування маршруту приймання, відправлення, пропускання поїздів та маневрових пересувань на пульті керування пристроями електричної централізації стрілок або сигналів, дає розпорядження на приготування маршрутів працівникам стрілкових постів. Контролює правильне виконання окремих розпоряджень відповідно до показань приладів керування або доповідей виконавців; закріплення составів і вагонів на коліях станції гальмовими пристроями. Подає поїзди для технічного обслуговування, комерційного огляду, контролює їх готовність. 
Виконує розпорядження поїзного диспетчера з питань організації руху поїздів, веде переговори з черговими сусідніх станцій, машиністами локомотивів та інших рухомих одиниць у межах станції та перегонів, що примикають до неї. Оформляє і видає попередження, дозвіл, передає накази на приймання і відправлення поїздів; веде поїзну та іншу документацію. Отримує (вводить) поїзну та оперативну інформацію з дорожньої автоматизованої системи оперативного керування перевезеннями. Забезпечує виконання змінного плану роботи станції, наказів, розпоряджень та вказівок Укрзалізниці, залізниці, дирекції залізничних перевезень з маневрової роботи, безпеки руху, правил з охорони праці. Оперативно керує підлеглими працівниками, що беруть участь в процесі перевезень; контролює дотримання ними трудової і технологічної дисципліни. 

## Повинен знати
Статут залізниць України ; Правила технічної експлуатації залізниць України ; Інструкцію з руху поїздів і маневрової роботи на залізницях України; Інструкцію з сигналізації на залізницях України; Інструкцію щодо забезпечення безпеки руху поїздів під час виконання робіт з технічного обслуговування і ремонту пристроїв СЦБ; Інструкцію із забезпечення безпеки руху поїздів під час виконання колійних робіт; Правила безпеки і порядок ліквідації аварійних ситуацій з небезпечними вантажами під час перевезення їх залізницями; накази, розпорядження та вказівки Укрзалізниці, залізниці, дирекції залізничних перевезень; методичні, нормативні та інші керівні матеріали згідно з колом обов’язків; технічно-розпорядний акт і технологічний процес роботи станції; принцип роботи пристроїв сигналізації, централізації, блокування, зв’язку; графік руху поїздів, план формування поїздів, правила перевезень вантажів; правила і норми з охорони праці; основи економіки, організації праці і управління; Положення про дисципліну працівників залізничного транспорту України ; положення про робочий час і час відпочинку працівників залізничного транспорту. 

## Кваліфікаційні вимоги
У разі виконання роботи чергового по станції IV класу: професійно-технічна освіта відповідного напряму підготовки і стаж роботи на залізничній станції IV — V класу — не менше 2 років. У разі виконання посадових обов’язків чергового по станції III класу: базова вища освіта відповідного напряму підготовки (бакалавр, молодший спеціаліст) і стаж роботи на залізничній станції IV — V класу — не менше 3 років. У разі виконання посадових обов’язків чергового по станції II класу: повна або базова вища освіта відповідного напряму підготовки (спеціаліст, молодший спеціаліст). Стаж роботи на посаді чергового по станції III класу — не менше 4 років. У разі виконання посадових обов’язків чергового по станції I класу та позакласної: повна або базова вища освіта відповідного напряму підготовки (спеціаліст, молодший спеціаліст). Стаж роботи на посаді чергового по станції II класу — не менше 4 років.